# Mănăstirea Sihla

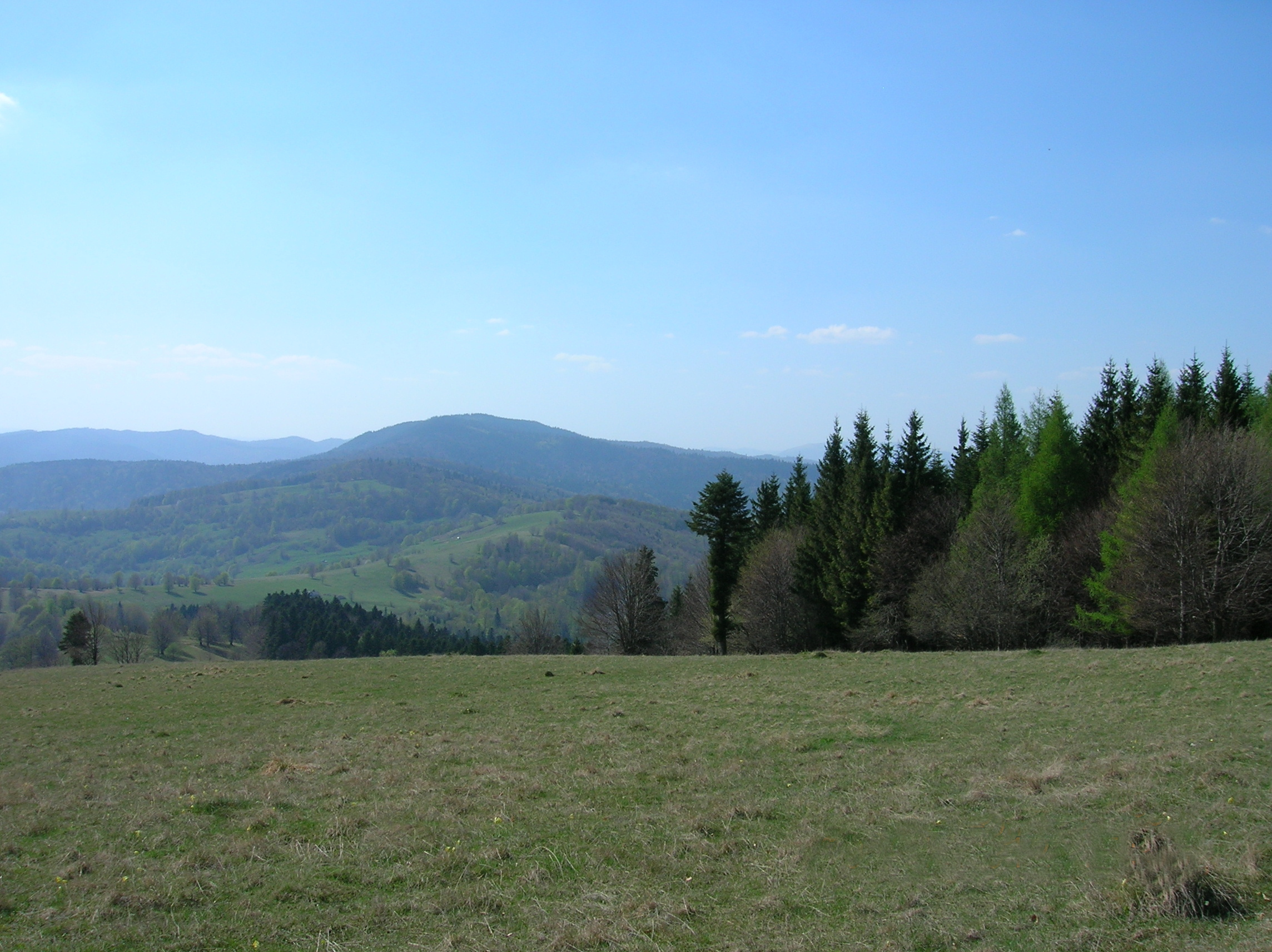
În zare Obcina Sihlei

Mănăstirea Sihla (sau Schitul Sihla) este o mănăstire ortodoxă din sec. XVIII-XIX, care se află la 1000 m altitudine într-o zonă stâncoasă a Obcinei Sihlei din Munții Stânișoarei, pe drumul forestier care leagă satul Agapia de mănăstirile Sihăstria si Secu. În apropierea Mănăstirei se află peștera în care, în secolul al XVII-lea, a trăit Cuvioasa Teodora, fiica lui Joldea Armașu de la Cetatea Neamțului, cea care va fi cunoscută în lumea ortodoxă drept Sfânta Teodora de la Sihla.
Ansamblul este alcătuit din biserica de lemn „Nașterea Sf. Ioan Botezătorul” (cod LMI NT-II-a-B-10584.01) și biserica de lemn „Schimbarea la Față” (cod LMI NT-II-a-B-10584.02).